# Johann Prokop von Schaffgotsch
Johann Prokop von Schaffgotsch noto anche col nome in ceco di Jan Prokop Schaaffgotsche (Praga, 22 maggio 1748 – České Budějovice, 8 maggio 1813) è stato un arcivescovo cattolico boemo.

## Biografia

### I primi anni
Johann Prokop von Schaffgotsch, dei baroni di Kynast e Greiffenstein, proveniva dalla linea boema della nobile famiglia degli Schaffgotsch. I suoi genitori eranio Ernst Wilhelm von Schaffgotsch, consigliere della camera imperiale, governatore reale, e sua moglie Maximiliana von Götzen (1704–1772). Un nipote di Johann Prokop, Anton Ernst von Schaffgotsch, fu vescovo di Brno.
Dopo aver frequentato il Theresianum di Vienna, sotto la direzione dei gesuiti, il giovane Johann Prokop si portò a studiare teologia presso l'Università di Vienna dal 1768. In quello stesso anno divenne canonico del capitolo cattedrale di Olomouc. Il 30 marzo 1771 venne ordinato diacono e il 25 maggio di quello stesso anno venne ordinato sacerdote a Vienna; dal 1772 venne installato come canonico residente a Hradec Králové, dove prestò servizio come vicario generale sotto l'autorità del vescovo Johann Andreas Kayser von Kaysern dal 1775 al 1776. Nel 1779 divenne vicario generale del vescovo Joseph Adam von Arco. Nel 1780 Schaffgotsch assunse la carica di parroco di Müglitz, ma dopo pochi mesi venne trasferito ad Olomouc come canonico residente, occupandosi di rappresentare il capitolo della cattedrale anche a Brno.
In preparazione dell'istituzione di una nuova diocesi a České Budějovice, l'imperatore Giuseppe II, in qualità di re di Boemia, nominò nel 1783 Johann Prokop Schaffgotsch vescovo ausiliare a Praga col ruolo di vicario generale, ma con l'obbligo di risiedere a České Budějovice.

### L'episcopato
Il 20 dicembre 1784, l'imperatore Giuseppe II fece domanda a papa Pio VI per istituire una nuova diocesi a České Budějovice e allo stesso tempo chiese la nomina di Johann Prokop Schaffgotsch come suo primo vescovo, in conformità con il diritto di nomina di cui egli beneficiava come sovrano. Alla conferma papale del 26 settembre 1785 seguì l'11 dicembre 1785, nella Cattedrale di San Vito, l'ordinazione episcopale di Schaffgotsch da parte dell'arcivescovo di Praga, Antonín Petr Příchovský z Příchovic. Fece l'ingresso nella propria nuova diocesi il 1º gennaio 1786.
Schaffgotsch, tra le prime azioni del suo episcopato, attuò la divisione della diocesi in cinque arcipresbiterati e in trenta vicariati. Nel 1786 fondò un seminario vescovile, che nel 1803 fu ampliato sino ad includere anche un collegio teologico. Si dedicò particolarmente all'istruzione scolastica dei bambini della sua diocesi, accogliendo i suggerimenti pervenutigli dal vescovo di Litoměřice, Ferdinand von Kindermann e del conte Ferdinand Buquoy. Nel 1811–1812 compì la propria prima visita pastorale della propria diocesi, stendendo un rapporto dettagliato che venne poi inviato all'imperatore Francesco I d'Austria.
La prima parte del mandato episcopale di Schaffgotsch fu segnata dalle riforme del giuseppinismo che tesero a ridurre notevolmente la sovranità temporale della chiesa nei territori dell'impero e portarono alla secolarizzazione di numerosi monasteri. Sebbene lo Schaffgotsch fosse un sostenitore della necessità di una "chiesa di stato", nel 1790, insieme ad altri vescovi, chiese all'imperatore Leopoldo II il ritiro di alcune ordinanze, soprattutto quelle che erano contrarie alle tradizioni religiose popolari.
Amante dei libri antichi e preziosi, istituì anche una biblioteca diocesana alla quale lasciò in eredità 6000 volumi della propria collezione privata. Alla sua morte, il suo corpo venne sepolto nel cimitero della chiesa di San Procopio a České Budějovice.

## Genealogia episcopale e successione apostolica
La genealogia episcopale è:
- Cardinale Sigismund von Kollonitz
- Arcivescovo Johann Moritz Gustav von Manderscheid-Blankenheim
- Arcivescovo Antonín Petr Příchovský z Příchovic
- Vescovo Johann Prokop von Schaffgotsch

La successione apostolica è:
- Cardinale Maria-Thaddäus Cardinal von Trauttmansdorf Wiensberg (1795)